# Raoul Blindenbacher
Raoul Blindenbacher (* 3. Oktober 1959 in Bern, Schweiz) ist ein internationaler Experte und Autor in den Bereichen von Innovation und Lernen in der Politik.

## Ausbildung
Blindenbacher promovierte in Erziehungswissenschaften mit den Nebenfächern Organisationssoziologie und Politikwissenschaften an der Universität Zürich und verfügt über einen Magister in Sozialer Arbeit von der St. Louis University. Weitere zertifizierte Studien absolvierte er am Institute for Social Research an der University of Michigan in Ann Arbor sowie der Kennedy School of Government der Harvard University in Boston.

## Wirken

### Gouvernementale Lernspirale
Blindenbacher ist der Begründer der «Gouvernementalen Lernspirale», einer Methode, die er bei der Weltbank in Washington DC entwickelt hat und die heute in zahlreichen nationalen und internationalen Organisationen wie der OECD weltweit angewendet wird. Dieser Ansatz gibt eine wissenschaftlich begründete Didaktik vor, mit der sich politische Problemstellungen prozesshaft lösen lassen. Sie wird in vielen Politikbereichen wie Bildung, Finanzen, Föderalismus, Friedenssicherung, Gesundheit, Klima, Migration, Minderheiten und Verkehr angewendet.

### Berufliche Tätigkeiten
Die Methode geht auf Blindenbachers‘ Dissertation „Organisationsstrukturen sozialer Einrichtungen“ (1997) zurück, die er in seinen professionellen Tätigkeiten als Präsident der Convivenza Stiftung, Berater bei der Weltbank, Vizepräsident des Forums of Federations, Direktor der Internationalen Föderalismuskonferenz St. Gallen, persönlicher Mitarbeiter des Direktors des Eidgenössischen Personalamtes sowie wissenschaftlicher Mitarbeiter an der Universität Fribourg und der Universität Zürich, stetig weiter entwickelt hat. Seit 2003 ist er der Gründer und Geschäftsführer der Blindenbacher Borer Consulting.

## Lehrtätigkeiten (Auswahl)
Blindenbacher lehrt bzw. lehrte die Methode an diversen akademischen Einrichtungen wie beim Institut für Erziehungswissenschaften der Universität Zürich, beim CAS Managing Medicine der Universität Bern, als Senior Fellow am Graduate Institute für Internationale Studien und Entwicklung in Genf, als Lehrbeauftragter der Albert Ludwig Universität Freiburg im Breisgau sowie als Gastprofessor an der St. Louis University in St. Louis.

## Veröffentlichungen
Gemeinsam mit Bundespräsident Arnold Koller hat er die Praxis der Gouvernementalen Lernspirale im Bereich föderaler Systeme im Standardwerk „Federalism in a Changing World“ (2002) beschrieben sowie die theoretischen Grundlagen der Methode im Buch „The Black Box of Governmental Learning“ (2010) mit Bidjan Nashat publiziert. Gesamthaft ist er Autor und Herausgeber von über 75 Publikationen zum Thema.

## Publikationen (Auswahl)
- Innovation and Learning to Manage Diversity in Governance. The Governmental Learning Spiral - A Method to Learn from two Decades of Protection of Autochthonous Peoples without their own State and to Develop new Solutions to Improve their Life and Institutions. Convivenza Book Series Volume 6. (Schulthess Verlag), Zürich 2023. ISBN 978-3-7255-8435-2
- mit B. Maeschli, P. Bruggmann: Against all the odds - A private initiative to eliminate an infectious disease. The Swiss Hepatitis Strategy as a model to face future health policy challenges. In: Health Policy Journal (Online)
- mit D. Thürer (Herausgeber): Embracing Differences - A Commitment for Minorities and Managing Diversity. Jubilee Edition of the Convivenza Book Series Volume 5. (Schulthess Verlag) Zürich 2018. (PDF)
- Guten Ideen zum Durchbruch verhelfen – Die „Governmentale Lernspirale“ als ein Lösungsansatz für politische Probleme. In: Neue Zürcher Zeitung 186: 22. Juli 2017. (Online)
- Ein Rezept zur Überwindung politischer Blockaden - Gastkommentar zur Governementalen Lernspirale. In: Neue Zürcher Zeitung 273: 17. November 2014. (Online)
- mit B. Nashat, S. Speer: Adding Value to Evaluations: Applying the Governmental Learning Spiral for Evaluation-Based Learning. IEG Working Paper 2013 / 1 Published by the Independent Evaluation Group, The World Bank Group 2013. (PDF)